# Lista împărăteselor consoarte ale Imperiului Roman
Vezi de asemenea Lista împăraților romani.
Aceasta este o listă a femeilor care au fost „Împărătese Romane”, adică a consoartelor Împăraților Romani, conducătorii Imperiului Roman.
Romanii nu aveau un singur termen care să desemneze poziția acestor femei: în latină și greacă titluri ca Augusta (derivat de la numele primului împărat Augustus), Caesarissa sau Kaisarissa (derivate de la Iulius Cezar), erau toate folosite. În secolul al III-lea Împărăteasa (Augustae) putea primi de asemenea titlurile de Mater castrorum („Mama castrului”) și Mater patriae („Mama patriei”).
Din cauza practicii de a împărți conducerea imperiului între mai mulți împărați, au existat perioade când au existat mai multe împărătese simultan. Nu toate împărătesele au fost numite Augusta, și nu toate Augusta au fost împărătese, de vreme ce acest titlu putea fi purtat de sora sau amanta împăratului (vezi și Lista femeilor care au purtat tilul de „Augusta”).
În Imperiul Roman de Apus nu este cunoscut nici un caz de „Împărăteasă Domnitoare”, deși obscura Ulpia Severina probabil că a condus singură, în nume propriu, pentru o perioadă de timp după moartea soțului său Aurelian.

## Împărătese consoarte ale Imperiului Roman

### Dinastia Iulio-Claudiană(27 î.Hr. – 68)
| Imagine | Nume                            | Tată                                       | Data nașterii                                        | Căsătorie                                            | Devine împărăteasă                                   | Încetează să fie împărăteasă                      | Data morții                                                                        | Soț      |
| ------- | ------------------------------- | ------------------------------------------ | ---------------------------------------------------- | ---------------------------------------------------- | ---------------------------------------------------- | ------------------------------------------------- | ---------------------------------------------------------------------------------- | -------- |
|         | Livia Drusilla (LIVIA•DRVSILLA) | Marcus Livius Drusus Claudianus (Claudian) | 30 ianuarie 58 î.Hr.                                 | 17 ianuarie 38 î.Hr.                                 | 16 ianuarie 27 î.Hr.                                 | 19 august 14 î.Hr.                                | 29                                                                                 | Augustus |
|         | Livia Orestilla                 | ?                                          | ?                                                    | 37 sau 38                                            | 37 sau 38                                            | câteva zile după căsătorie                        | ?                                                                                  | Caligula |
|         | Lollia Paulina                  | Marcus Lollius                             | ?                                                    | anul 38                                              | anul 38                                              | 6 luni mai târziu                                 | anul 49                                                                            | Caligula |
|         | Milonia Caesonia                | ?                                          | ?                                                    | a doua parte a anului 39 sau prim aparte a anului 40 | a doua parte a anului 39 sau prim aparte a anului 40 | 24 ianuarie 41                                    | Câteva ore după moartea soțului                                                    | Caligula |
|         | Valeria Messalina               | Marcus Valerius Messalla Barbatus          | în jurul anilor 17-20                                | anul 37 sau 38                                       | 24 ianuarie 41                                       | anul 48, pentru conspirație împotriva soțului său | anul 48, pentru conspirație împotriva soțului său                                  | Claudius |
|         | Agrippina Minor Iulia           | Germanicus (Claudian)                      | 6 noiembrie 15                                       | ziua de Anul Nou a anului 49                         | ziua de Anul Nou a anului 49                         | 13 octombrie 54                                   | Martie 59, posibil din cauza relației fiului său, împăratul Nero cu Poppaea Sabina | Claudius |
|         | Claudia Octavia                 | Claudius (Claudian)                        | a doua parte a anului 39 sau prim aparte a anului 40 | 9 iunie 53                                           | 13 octombrie 54                                      | 1 ianuarie 61                                     | 9 iunie 62                                                                         | Nero     |
|         | Poppaea Sabina                  | Titus Ollius                               | anul 30                                              | anul 62                                              | anul 62                                              | anul 65                                           | anul 65                                                                            | Nero     |
|         | Statilia Messalina              | ?                                          | în jurul anului 35                                   | anul 66                                              | anul 66                                              | 9 iunie 68                                        | după anul 68                                                                       | Nero     |
| Imagine | Nume                            | Tată                                       | Data nașterii                                        | Căsătorie                                            | A devenit împărăteasă                                | A încetat să fie împărăteasă                      | Data morții                                                                        | Soț      |

### Anul celor patru împărațișiDinastia Flaviană(68–96)
| Imagine | Nume            | Tată                                            | Data nașterii      | Căsătorie          | A devenit împărăteasă | A încetat să fie împărăteasă | Data morții         | Soț       |
| ------- | --------------- | ----------------------------------------------- | ------------------ | ------------------ | --------------------- | ---------------------------- | ------------------- | --------- |
|         | Galeria Fundana | Galerius (născut în jurul anului 15), un pretor | în jurul anului 40 | în jurul anului 50 | martie 69             | decembrie 69                 | după anul 69        | Vitellius |
|         | Domitia Longina | Gnaeus Domitius Corbulo                         | în jurul anului 53 | în jurul anului 70 | 14 septembrie 81      | 18 septembrie 96             | în jurul anului 130 | Domițian  |
| Imagine | Nume            | Tată                                            | Data nașterii      | Căsătorie          | A devenit împărăteasă | A încetat să fie împărăteasă | Data morții         | Soț       |

### Dinastia Nerva-Antoniană(96–192)
| Imagine | Nume                          | Tată                     | Data nașterii                     | Căsătorie                       | A devenit împărăteasă                                                              | A încetat să fie împărăteasă | Data morții         | Soț             |
| ------- | ----------------------------- | ------------------------ | --------------------------------- | ------------------------------- | ---------------------------------------------------------------------------------- | ---------------------------- | ------------------- | --------------- |
|         | Pompeia Plotina               | ?                        | ?                                 | ?                               | 28 ianuarie 98                                                                     | 7 august 117                 | în anul 121 sau 122 | Traian          |
|         | Vibia Sabina                  | Lucius Vibius Sabinus    | în jurul anului 80                | în anul 100                     | 10 august 117                                                                      | anul 136 sau 137             | anul 136 sau 137    | Hadrian         |
|         | Annia Galeria Faustina Major  | Marcus Annius Verus      | 21 septembrie în jurul anului 100 | în perioada 110-115             | 11 iulie 138                                                                       | 141                          | 141                 | Antoninus Pius  |
|         | Annia Galeria Faustina Minor  | Antoninus Pius (Antonin) | 16 februarie, între 125 și 130    | 13 mai 145                      | 8 martie 161 ca co-Împărăteasă consoartă martie 169 ca unică Împărăteasă consoartă | 175                          | 175                 | Marcus Aurelius |
|         | Annia Aurelia Galeria Lucilla | Marc Aureliu (Antonin)   | 7 martie 148 sau 150              | 164 ca co-Împărăteasă consoartă | 164 ca co-Împărăteasă consoartă                                                    | martie 169                   | 182                 | Lucius Verus    |
|         | Bruttia Crispina              | Gaius Bruttius Praesens  | 164                               | iulie 178                       | iulie 178 ca co-Împărăteasă consoartă 18 martie 180 ca unică Împărăteasă consoartă | 182                          | 182 sau 187         | Commodus        |
| Imagine | Nume                          | Tată                     | Data nașterii                     | Căsătorie                       | A devenit împărăteasă                                                              | A încetat să fie împărăteasă | Data morții         | Soț             |

### Anul celor cinci împărațișiDinastia Severilor(193–235)
| Imagine | Nume                                           | Tată                               | Data nașterii       | Căsătorie               | A devenit împărăteasă | A încetat să fie împărăteasă  | Data morții          | Soț               |
| ------- | ---------------------------------------------- | ---------------------------------- | ------------------- | ----------------------- | --- | ----------------------------- | -------------------- | ----------------- |
|         | Flavia Titiana                                 | Titus Flavius Sulpicianus          | ?                   | ?                       | 1 ianuarie 193 | 28 martie 193                 | după 193             | Pertinax          |
|         | Manlia Scantilla                               | (gens Manlia)                      | ?                   | înainte de 153          | 28 martie 193 | 1 iunie 193                   | ?                    | Didius Iulianus   |
|         | Iulia Domna                                    | Iulius Bassianus                   | 170                 | la sfârșitul anilor 180 | 14 aprilie 193 co-Împărăteasă consoartă februarie 197 unică Împărăteasă consoartă aprilie 202 Împărăteasă consoartă șefă | 4 februarie 211               | 217                  | Septimius Severus |
|         | Publia Fulvia Plautilla                        | Gaius Fulvius Plautianus (Fulvius) | în perioada 185-189 | 13 mai 145              | aprilie 202 Împărăteasă consoartă secundă                                                                                | 22 ianuarie 205               | începutul anului 212 | Caracalla         |
|         | Nonia Celsa                                    | ?                                  | ?                   | ?                       | 8 aprilie 217 | iunie 218                     | ?                    | Macrinus          |
|         | Iulia Cornelia Paula                           | Iulius Paulus (Cornelius)          | ?                   | 219                     | 219 | la sfârșitul anilor 220       | ?                    | Elagabalus        |
|         | Iulia Aquilia Severa                           | Quintus Aquilius                   | ?                   | 220                     | 220 | 221                           | ?                    | Elagabalus        |
|         | Annia Aurelia Faustina                         | Tiberius Claudius Severus Proculus | ?                   | iulie 221               | iulie 221 | lîn ultima parte a anului 221 | ?                    | Elagabalus        |
|         | Iulia Aquilia Severa                           | Quintus Aquilius                   | ?                   | 221                     | 221 | 222                           | ?                    | Elagabalus        |
|         | Seia Herennia Sallustia Barbia Orbiana Augusta | Seius Sallustius                   | ?                   | 225/226                 | 225/226 | 227                           | ?                    | Alexander Severus |
| Imagine | Nume                                           | Tată                               | Data nașterii       | Căsătorie               | A devenit împărăteasă | A încetat să fie împărăteasă  | Data morții          | Soț               |

### Criza din secolul III(235–284)
| Imagine | Nume                                  | Tată                                            | Data nașterii       | Căsătorie      | A devenit împărăteasă | A încetat să fie împărăteasă | Data morții        | Soț                |
| ------- | ------------------------------------- | ----------------------------------------------- | ------------------- | -------------- | --- | ---------------------------- | ------------------ | ------------------ |
|         | Caecilia Paulina                      | ?                                               | ?                   | ?              | 20 martie 235 | 235/236                      | 235/236            | Maximin Tracul     |
|         | Furia Sabinia Tranquillina            | Timesitheus                                     | în jurul anului 225 | mai 241        | mai 241 | 11 februarie 244             | după anul 244      | Gordian al III-lea |
|         | Marcia Otacilia Severa                | Otacilius Severus sau Severianus (Otacilius)    | ?                   | 234            | februarie 244 | septembrie/octombrie 249     | ?                  | Filip Arabul       |
|         | Annia Cupressenia Herennia Etruscilla | Dintr-o familie senatorială etruscă necunoscută | septembrie 249      | înainte de 230 | septembrie/octombrie 249 | iunie 251                    | iunie 251 după soț | Decius             |
|         | Afinia Gemina Baebiana                | ?                                               | ?                   | ?              | iunie 251 | august 253                   | ?                  | Trebonianus Gallus |
|         | Gaia Cornelia Supera                  | ?                                               | ?                   | ?              | august 253 | octombrie 253                | ?                  | Aemilianus         |
|         | Julia Cornelia Salonina               | ?                                               | ?                   | 243?           | octombrie 253 | septembrie 268               | septembrie 268     | Gallienus          |
|         | Ulpia Severina                        | Ulpius Crinitus?                                | ?                   | ?              | septembrie 270 | septembrie sau octombrie 275 | ?                  | Aurelian           |
|         | Magnia Urbica                         | ?                                               | ?                   | ?              | 282 ca Caesarissa în Apus ultima parte iulie/prima parte august 283 ca unică Împărăteasă consoartă 20 noiembrie 284 în conflict cu împărăteasa Prisca | 285                          | ?                  | Carinus            |
| Imagine | Nume                                  | Tată                                            | Data nașterii       | Căsătorie      | A devenit împărăteasă | A încetat să fie împărăteasă | Data morții        | Soț                |

### TetrarhiașiDinastia Constantiniană(284–364)
| Imagine | Nume                                   | Tată                                    | Data nașterii | Căsătorie                                          | A devenit împărăteasă | A încetat să fie împărăteasă                                 | Data morții | Soț                  |
| ------- | -------------------------------------- | --------------------------------------- | ------------- | -------------------------------------------------- | --- | ------------------------------------------------------------ | ----------- | -------------------- |
|         | Prisca                                 | ?                                       | ?             | ?                                                  | 20 noiembrie 284 în conflict cu Magnia Urbica 285 ca singură împărăteasă consoartă 1 aprilie 286 co-împărăteasă consoartă în Răsărit | 1 mai 305                                                    | 315         | Dioclețian           |
|         | Eutropia                               | Syrian                                  | ?             | în jurul anului 283                                | 21 iulie/25 iulie 285 ca Caesarissa 1 aprilie 286 ca împărăteasă consoartă în Apus la sfârșitul anului 306 soțul ei s-a declarat el însuși Augustus | 1 mai 305 iulie 310                                          | după 325    | Maximian             |
|         | Flavia Maximiana Theodora              | Flavius Afranius Hannibalianus          | ?             | 293                                                | 293 ca Caesarissa 1 mai 305 ca împărăteasă consoartă în Apus | 25 iulie 306                                                 | ?           | Constantius I        |
|         | Galeria Valeria                        | Dioclețian                              | ?             | 293                                                | 1 martie/21 mai 293 ca Caesarissa 1 mai 305 ca împărăteasă consoartă în Răsărit | 5 mai 311                                                    | 315         | Galerius             |
|         | Valeria Maximilla                      | Galerius                                | ?             | în jurul anului 293                                | 28 octombrie 306 împărăteasă consoartă în Apus | 28 octombrie 312                                             | ?           | Maxentius            |
|         | Minervina                              | ?                                       | ?             | ?                                                  | 25 iulie 306 ca Caesarissa | înaintea anului 307                                          | ?           | Constantin cel Mare  |
|         | Fausta Flavia Maxima                   | Maximian                                | 289           | 307                                                | 307 ca Caesarissa în Apus 309 soțul ei proclamat ca împărat aprilie 310 accepted in the East 29 octombrie 312 împărăteasă consoartă nedisputată în Apus, împărăteasă consoartă superioară a imperiului 19 septembrie 324 împărăteasă consoartă a imperiului unificat | 326                                                          | 326         | Constantin cel Mare  |
|         | Flavia Julia Constantia                | Constantin I (Constantinian)            | după 293      | 313                                                | 313 ca împărăteasă consoartă în Răsărit | 324                                                          | c. 330      | Licinius             |
|         | Unnamed Daughter of Julius Constantius | Julius Constantius (Constantinian)      | ?             | 335 sau 336                                        | 335 sau 336 ca Caesarissa 22 mai 337 as co-empress consort 350 as sole-empress consort in empire | 353/354                                                      | ?           | Constanțiu al II-lea |
|         | Flavia Aurelia Eusebia                 | Flavius Eusebius the Macedonian Consul, | ?             | 353 as sole-empress consort in empire              | 353 as sole-empress consort in empire | 360                                                          | 360         | Constanțiu al II-lea |
|         | Faustina                               | ?                                       | ?             | iarna anului 360 as sole-empress consort in empire | iarna anului 360 as sole-empress consort in empire | 3 noiembrie 361                                              | după 366    | Constanțiu al II-lea |
|         | Helena Constantia                      | Constantin cel Mare (Constantinian)     |               |                                                    | noiembrie 355 ca Caesarissa februarie 360 as empress consort | noiembrie 355 ca Caesarissa februarie 360 as empress consort | 360?        | Iulian               |
|         | Charito                                | Lucillianus                             | ?             | ?                                                  | 27 iunie 363 | 17 februarie 364                                             | după 380    | Iovian               |
| Imagine | Nume                                   | Tată                                    | Data nașterii | Căsătorie                                          | A devenit împărăteasă | A încetat să fie împărăteasă                                 | Data morții | Soț                  |

### Dinastia Valentiniană(364-379)
| Imagine | Nume                     | Tată                               | Data nașterii | Căsătorie | A devenit împărăteasă | A încetat să fie împărăteasă | Data morții | Soț           |
| ------- | ------------------------ | ---------------------------------- | ------------- | --------- | --------------------- | ---------------------------- | ----------- | ------------- |
|         | Marina Severa            | ?                                  | ?             | ?         | c. 364                | 370                          | ?           | Valentinian I |
|         | Justina                  | ?                                  | c. 340        | c. 370    | c. 370                | 375                          | c. 391      | Valentinian I |
|         | Albia Dominica           | Petronius                          | c. 337        | c. 354    | c. 364                | 378                          | ?           | Valens        |
|         | Flavia Maxima Constantia | Constans al II-lea (Constantinian) | c. 361-62     | c. 374    | c. 374                | 383                          | 383         | Grațian       |
|         | Laeta                    | ?                                  | ?             | 383       | 383                   | 383                          | ?           | Grațian       |
| Imagine | Nume                     | Tată                               | Data nașterii | Căsătorie | A devenit împărăteasă | A încetat să fie împărăteasă | Data morții | Soț           |

### Dinastia Teodosiană(379–395)
| Imagine | Nume                   | Tată                        | Data nașterii | Căsătorie                                                                         | A devenit împărăteasă                                                             | A încetat să fie împărăteasă | Data morții | Soț        |
| ------- | ---------------------- | --------------------------- | ------------- | --------------------------------------------------------------------------------- | --------------------------------------------------------------------------------- | ---------------------------- | ----------- | ---------- |
|         | Aelia Flavia Flaccilla | ?                           | ?             | 375-376                                                                           | august 378 as Roman empress consort in the East                                   | 385                          | 385         | Teodosiu I |
|         | Flavia Galla           | Valentinian I (Valentinian) | 370-375       | 387 as Roman empress consort in the East 15 mai 392 as sole-Roman empress consort | 387 as Roman empress consort in the East 15 mai 392 as sole-Roman empress consort | 17 noiembrie 375             | 394         | Teodosiu I |
| Imagine | Nume                   | Tată                        | Data nașterii | Căsătorie                                                                         | A devenit împărăteasă                                                             | A încetat să fie împărăteasă | Data morții | Soț        |

## Împărătese consoarte aleImperiului Roman de Apus

### Dinastia Teodosiană(395–455)
| Imagine                                                      | Nume                                                         | Tată                      | Data nașterii | Căsătorie                                             | A devenit împărăteasă                                 | A încetat să fie împărăteasă | Data morții      | Soț             |
| ------------------------------------------------------------ | ------------------------------------------------------------ | ------------------------- | ------------- | ----------------------------------------------------- | ----------------------------------------------------- | ---------------------------- | ---------------- | --------------- |
|                                                              | Maria                                                        | Stilicho                  | ?             | februarie 398 as the Western Roman empress consort    | februarie 398 as the Western Roman empress consort    | 407                          | 407              | Honorius        |
|                                                              | Thermantia                                                   | Stilicho                  | ?             | 408 as the Western Roman empress consort              | 408 as the Western Roman empress consort              | c. 408                       | 415              | Honorius        |
|                                                              | Aelia Galla Placidia                                         | Theodosius I (Teodosian)  | 392           | 1 ianuarie 421                                        | 8 februarie 421 as the Western Roman empress consort  | 2 septembrie 421             | 27 noiembrie 450 | Constantius III |
|                                                              | Licinia Eudoxia                                              | Theodosius II (Teodosian) | 422           | 29 octombrie 437 as the Western Roman empress consort | 29 octombrie 437 as the Western Roman empress consort | 16 martie 455                | 462              | Valentinian III |
| 17 martie 455 2nd times as the Western Roman empress consort | 17 martie 455 2nd times as the Western Roman empress consort | Theodosius II (Teodosian) | 422           | 31 mai 455                                            | Petronius Maximus                                     |                              | 462              |                 |
| Imagine                                                      | Nume                                                         | Tată                      | Data nașterii | Căsătorie                                             | A devenit împărăteasă                                 | A încetat să fie împărăteasă | Data morții      | Soț             |

### Epoca nedinastică (455–476)
| Imagine | Nume                              | Tată                                 | Data nașterii | Căsătorie   | A devenit împărăteasă     | A încetat să fie împărăteasă                       | Data morții | Soț          |
| ------- | --------------------------------- | ------------------------------------ | ------------- | ----------- | ------------------------- | -------------------------------------------------- | ----------- | ------------ |
|         | Aelia Marcia Euphemia             | Flavius Marcianus                    | ?             | 453         | 12 aprilie 467            | 11 iulie 472                                       | ?           | Anthemius    |
|         | Galla Placidia Valentiniana Minor | Valentinian al III-lea (Valentinian) | 439-443       | 454 sau 455 | 23 martie or 11 iulie 472 | 23 octombrie sau 2 noiembrie 472                   | 480         | Olybrius     |
|         | Unnamed Niece a lui Leon I        | ? (Leonid)                           | ?             | ?           | iunie 474                 | 25 aprilie 480 (since 28 august 475 from Dalmatia) | ?           | Julius Nepos |
| Imagine | Nume                              | Tată                                 | Data nașterii | Căsătorie   | A devenit împărăteasă     | A încetat să fie împărăteasă                       | Data morții | Soț          |